# Текстильщики (станция метро, Таганско-Краснопресненская линия)
«Тексти́льщики» — станция Московского метрополитена на Таганско-Краснопресненской линии. Расположена между станциями «Волгоградский проспект» и «Кузьминки» на территории районов Текстильщики и Печатники (ЮВАО). Связана пересадкой с одноимённой станцией на Большой кольцевой линии.

## История
Станция открыта 31 декабря 1966 года в составе участка «Таганская» — «Ждановская», после ввода в эксплуатацию которого в Московском метрополитене стало 82 станции. Название получила по одноимённой платформе Курского направления Московской железной дороги.
В октябре 1997 года, а также в конце лета 2003 и 2004 годов в течение недели в году из-за реконструкции станции метро «Выхино» и в августе 2013 года (9—11 и 23—25) в связи с подготовкой к вводу в строй двух новых станций — «Лермонтовский проспект» и «Жулебино» — станция «Текстильщики» использовалась в качестве конечной вместо «Выхино». Такая возможность существует благодаря пошёрстному съезду, находящемуся на расстоянии примерно 200 метров от платформы (видны со стороны станции «Волгоградский проспект», наземная часть). Кроме того, там же расположен тупик сбоку от главных путей.
В 2023 году открылась одноимённая станция новой линии Московского метрополитена — Большой кольцевой.

## Конструкция станции
Станция «Текстильщики» — колонная трёхпролётная мелкого заложения (глубина — 13 метров). Сооружена из сборных конструкций по типовому проекту. На станции два ряда колонн по 40 штук в каждом, их шаг — 4 метра. Архитектор — Р. И. Погребной, архитекторы вестибюлей — А. А. Марова, А. Б. Богатырёва, инженеры-конструкторы — Г. М. Суворов, Г. Звягина, М. В. Головинова.

## Внешний вид
Путевые стены отделаны красным и голубым стемалитом, который помещён в ячеистый алюминиевый каркас. Колонны облицованы серым волнистым мрамором. Пол выложен лабрадоритом и розовым гранитом.
Изначально на станции были установлены оригинальные указатели станций следования поездов. Они были выполнены в том же стиле, что и название станции, и располагались на тех же красных щитах. После того, как линия была продлена на северо-запад, места для размещения оригинальных указателей на северной путевой стене не хватило, и они были заменены обычными. А оригинальные указатели станций в сторону «Выхино» существовали до августа 2013 года, при этом были продублированы стандартными. После продления линии в Жулебино и Котельники оригинальные указатели станций в сторону «Выхино» также были сняты.
В 1983 году край платформы был обозначен световой линией. В пол были вмонтированы небольшие светильники перед краем платформы, выглядели они как молочно-белого цвета окошки, размером 20 на 5 сантиметров, расстояние между ними было по полметра. Эти светильники загорались перед прибытием поезда, предупреждая пассажиров. Просуществовала эта световая линия несколько месяцев, в начале 1984 года её демонтировали.
В октябре 2014 года станция несколько изменила облик: в частности, изменился внешний вид таблички с названием станции на платформе, её «разбавили» розово-голубыми фигурами. Также станция приобрела новую навигацию и виртуальный супермаркет. Это было сделано к форуму «Открытые инновации», который проходил с 14 по 16 октября в Технополисе «Москва», но после окончания мероприятия новый дизайн оформления на станции оставили. Станция не закрывалась на реконструкцию и работала для пассажиров в полном режиме.

## Вестибюли и пересадки
На одном конце в западном подземном вестибюле — общая лестница, на другом конце в восточном подземном вестибюле — эскалаторы. На станции два выхода: западный подземный остеклённый вестибюль и восточный подземный. Выход из западного вестибюля осуществляется на Волгоградский проспект, Люблинскую и Шоссейную улицы, к железнодорожной платформе Текстильщики, продуктовому рынку «Печатники», Шоссейному проезду, автозаводу «Москвич»). Восточный выход ведёт на Люблинскую улицу, Волгоградский проспект, 1-ю, 7-ю, 8-ю, 10-ю и 11-ю улицы Текстильщиков, улицы Артюхиной, Малышева, Чистова, Шкулёва, Саратовскую и Грайвороновскую, 1-й и 2-й Саратовские проезды, 1-й и 2-й Грайвороновские проезды, Волжский бульвар, к культурному центру «Москвич» (бывший ДК АЗЛК), стадиону «Москвич». На обоих выходах установлены гермоворота.
Станция имеет переход в центре зала на одноимённую станцию Большой кольцевой линии с двумя лестничными пролётами, поднимающимися над платформой и далее ведущими к эскалаторному наклону и к пешеходной надземной галерее. Также за лестничным пролётом находится лифт. 

## Пассажиропоток
«Текстильщики» — одна из самых загруженных станций Московского метрополитена с суточным пассажирооборотом более 120 тысяч человек. Это связано с тем, что станцией пользуются жители близлежащих к Москве городов Подольска и Щербинки, пересаживаясь на ней с железной дороги на метро.

## Наземный общественный транспорт
На этой станции можно пересесть на следующие маршруты городского пассажирского транспорта:
- Автобусы: м77, м79, 54, 74, 74к, 228, 234, 350, 405, 438, 530, 703, 725, 731, 765, с790, с799, Вк, Вч, т27, т38, н5

## Галерея
| - Мемориальная доска на одной из колонн до изменения оформления - Вид на платформу и путевую стену до изменения оформления - Указатель на первом пути до 2013 года - Вид станции после смены оформления. 15 января 2015 года |

## Станция в цифрах
- Таблица времени прохождения первого поезда через станцию[3]:

| По чётным числам                           | Будние дни | Выходные дни |
| По нечётным числам                         | Будние дни | Выходные дни |
| В сторону станции «Кузьминки»              | 06:01:00   | 06:01:00     |
| В сторону станции «Кузьминки»              | 06:00:00   | 05:58:00     |
| В сторону станции «Волгоградский проспект» | 05:41:00   | 05:42:00     |
| В сторону станции «Волгоградский проспект» | 05:41:00   | 05:42:00     |